# Halloween Havoc 1994
|  | Sammenskrivningsforslag Artiklen Halloween Havoc 1994 er foreslået føjet ind i Halloween Havoc. (Siden juni 2017) Diskutér forslaget |

WCW Halloween Havoc 1994 var en pay-per-view inden for wrestling, der blev afholdt af WCW og vist 23. oktober 1994. Den foregik i Joe Louis Arena i Michigan, USA. 

## Vigtigste kampe
- WCW World Television Title: Johnny B. Badd mod The Honky Tonk Man endte uafgjort
  - Da tidsgrænsen for denne match på 10 minutter blev nået, var der ikke fundet en vinder. Johnny B. Badd er derfor fortsat WCW World Television Champion.

- Dave Sullivan besejrede Kevin Sullivan

- WCW World Heavyweight Title: Hulk Hogan besejrede Ric Flair
  - Hulk Hogan besejrede atter Ric Flair og tvang dermed den aldrende legende til at stoppe karrieren. Den maskerede mand, der havde angrebet Hulk Hogan tidligere, viste sig endnu engang og hjalp Flair. Hogan fik dog med besvær vundet titelkampen alligevel. Efter kampen dukkede den maskerede mand op igen, men denne gang fik Hogan fat i ham. Hogan rev masken af ham, og det viste sig at være Hogans bedste ven Brother Bruti.